# Banaroo/Diskografie
Diese Diskografie ist eine Übersicht über die musikalischen Werke der ehemaligen deutschen Popband Banaroo. Den Schallplattenauszeichnungen zufolge hat sie bisher mehr als 360.000 Tonträger verkauft. Ihre erfolgreichste Veröffentlichung ist das Debütalbum Banaroo’s World mit über 200.000 verkauften Einheiten.

## Alben

### Studioalben
| Jahr | Titel Musiklabel                       | Höchstplatzierung, Gesamtwochen, AuszeichnungChartplatzierungen (Jahr, Titel, Musiklabel, Platzierungen, Wochen, Auszeichnungen, Anmerkungen) | Höchstplatzierung, Gesamtwochen, AuszeichnungChartplatzierungen (Jahr, Titel, Musiklabel, Platzierungen, Wochen, Auszeichnungen, Anmerkungen) | Höchstplatzierung, Gesamtwochen, AuszeichnungChartplatzierungen (Jahr, Titel, Musiklabel, Platzierungen, Wochen, Auszeichnungen, Anmerkungen) | Anmerkungen                                             |
| Jahr | Titel Musiklabel                       | DE | AT | CH | Anmerkungen                                             |
| ---- | -------------------------------------- | --- | --- | --- | ------------------------------------------------------- |
| 2005 | Banaroo’s World Na klar! Records (UMG) | DE1 Platin · (30 Wo.)DE | AT1 (23 Wo.)AT | CH7 (19 Wo.)CH | Erstveröffentlichung: 20. Juni 2005 Verkäufe: + 200.000 |
| 2006 | Amazing Na klar! Records (UMG)         | DE6 (16 Wo.)DE | AT2 Gold · (17 Wo.)AT | CH25 (13 Wo.)CH | Erstveröffentlichung: 24. März 2006 Verkäufe: + 10.000  |
| 2007 | Fly Away Na klar! Records (UMG)        | DE44 (2 Wo.)DE | AT24 (7 Wo.)AT | CH86 (1 Wo.)CH | Erstveröffentlichung: 13. April 2007                    |
| 2013 | Bubblegum World Na klar! Records (UMG) | — | — | — | Erstveröffentlichung: 7. Juni 2013                      |

### Kompilationen
| Jahr | Titel Musiklabel                           | Anmerkungen                            |
| ---- | ------------------------------------------ | -------------------------------------- |
| 2007 | The Best of Banaroo Na klar! Records (UMG) | Erstveröffentlichung: 19. Oktober 2007 |

### Weihnachtsalben
| Jahr | Titel Musiklabel                       | Höchstplatzierung, Gesamtwochen, AuszeichnungChartplatzierungen (Jahr, Titel, Musiklabel, Platzierungen, Wochen, Auszeichnungen, Anmerkungen) | Höchstplatzierung, Gesamtwochen, AuszeichnungChartplatzierungen (Jahr, Titel, Musiklabel, Platzierungen, Wochen, Auszeichnungen, Anmerkungen) | Höchstplatzierung, Gesamtwochen, AuszeichnungChartplatzierungen (Jahr, Titel, Musiklabel, Platzierungen, Wochen, Auszeichnungen, Anmerkungen) | Anmerkungen                             |
| Jahr | Titel Musiklabel                       | DE | AT | CH | Anmerkungen                             |
| ---- | -------------------------------------- | --- | --- | --- | --------------------------------------- |
| 2005 | Christmas World Na klar! Records (UMG) | DE12 (5 Wo.)DE | AT5 (5 Wo.)AT | CH26 (5 Wo.)CH | Erstveröffentlichung: 25. November 2005 |

## Singles
| Jahr | Titel Album                               | Höchstplatzierung, Gesamtwochen, AuszeichnungChartplatzierungen (Jahr, Titel, Album, Platzierungen, Wochen, Auszeichnungen, Anmerkungen) | Höchstplatzierung, Gesamtwochen, AuszeichnungChartplatzierungen (Jahr, Titel, Album, Platzierungen, Wochen, Auszeichnungen, Anmerkungen) | Höchstplatzierung, Gesamtwochen, AuszeichnungChartplatzierungen (Jahr, Titel, Album, Platzierungen, Wochen, Auszeichnungen, Anmerkungen) | Anmerkungen                                                                      |
| Jahr | Titel Album                               | DE | AT | CH | Anmerkungen                                                                      |
| ---- | ----------------------------------------- | --- | --- | --- | -------------------------------------------------------------------------------- |
| 2005 | Dubi Dam Dam Banaroo’s World              | DE2 Gold · (16 Wo.)DE | AT2 (22 Wo.)AT | CH5 (20 Wo.)CH | Erstveröffentlichung: 22. Mai 2005 Verkäufe: + 150.000; Neuauflage: 17. Mai 2013 |
| 2005 | Space Cowboy Banaroo’s World              | DE5 (10 Wo.)DE | AT12 (13 Wo.)AT | CH17 (10 Wo.)CH | Erstveröffentlichung: 25. Juli 2005 Neuauflage: 21. Juni 2013                    |
| 2005 | Coming Home for Christmas Christmas World | DE8 (15 Wo.)DE | AT5 (7 Wo.)AT | CH9 (9 Wo.)CH | Erstveröffentlichung: 11. November 2005                                          |
| 2006 | Uh Mamma Amazing                          | DE9 (12 Wo.)DE | AT3 (16 Wo.)AT | CH11 (11 Wo.)CH | Erstveröffentlichung: 24. Februar 2006                                           |
| 2006 | Sing and Move (La La La Laaaa) Amazing    | DE58 (9 Wo.)DE | AT45 (7 Wo.)AT | CH82 (2 Wo.)CH | Erstveröffentlichung: 2. Juni 2006                                               |
| 2007 | Ba Yonga Wamba Fly Away                   | DE30 (9 Wo.)DE | AT28 (5 Wo.)AT | CH86 (1 Wo.)CH | Erstveröffentlichung: 23. März 2007                                              |
| 2007 | I’ll Fly Away Fly Away                    | DE84 (7 Wo.)DE | — | — | Erstveröffentlichung: 4. Mai 2007                                                |

## Videoalben und Musikvideos

### Videoalben
| Jahr | Titel Musiklabel                                | Höchstplatzierung, Gesamtwochen, AuszeichnungChartplatzierungen (Jahr, Titel, Musiklabel, Platzierungen, Wochen, Auszeichnungen, Anmerkungen) | Höchstplatzierung, Gesamtwochen, AuszeichnungChartplatzierungen (Jahr, Titel, Musiklabel, Platzierungen, Wochen, Auszeichnungen, Anmerkungen) | Höchstplatzierung, Gesamtwochen, AuszeichnungChartplatzierungen (Jahr, Titel, Musiklabel, Platzierungen, Wochen, Auszeichnungen, Anmerkungen) | Anmerkungen                           |
| Jahr | Titel Musiklabel                                | DE | AT | CH | Anmerkungen                           |
| ---- | ----------------------------------------------- | --- | --- | --- | ------------------------------------- |
| 2005 | Banaroo – Der Film! Na klar! Records (Sony BMG) | DE44 (3 Wo.)DE | AT2 (9 Wo.)AT | — | Erstveröffentlichung: 14. August 2005 |

### Musikvideos
| Jahr | Titel                          | Regisseur(e)     |
| ---- | ------------------------------ | ---------------- |
| 2005 | Dubi Dam Dam                   | Robert Bröllochs |
| 2005 | Space Cowboy                   | Robert Bröllochs |
| 2005 | Coming Home for Christmas      | Mark Feuerstake  |
| 2006 | Uh Mamma                       | Mark Feuerstake  |
| 2006 | Sing and Move (La La La Laaaa) | Robert Bröllochs |
| 2007 | Ba Yonga Wamba                 | Robert Bröllochs |
| 2007 | I’ll Fly Away                  | Mario Spiegel    |
| 2013 | Dubi Dam Dam (2013)            |                  |
| 2013 | Space Cowboy (2013)            |                  |

## Sonderveröffentlichungen
| Jahr | Titel Album         | Anmerkungen                                            |
| ---- | ------------------- | ------------------------------------------------------ |
| 2005 | Waterloo ABBA Mania | Erstveröffentlichung: 25. November 2005 Original: ABBA |

## Promoveröffentlichungen
| Jahr | Titel Album                            | Anmerkungen                |
| ---- | -------------------------------------- | -------------------------- |
| 2006 | Sing and Move (La La La Laaaa) Amazing | Erstveröffentlichung: 2006 |

## Statistik

### Chartauswertung
Die folgende Aufstellung beinhaltet eine Übersicht über die Charterfolge von Banaroo in den Album- und Singlecharts. In Deutschland besteht die Besonderheit, dass Videoalben sich ebenfalls in den Albumcharts platzieren, in den weiteren Ländern stammen die Chartangaben aus den Musik-DVD-Charts.
|                     | DE    | AT    | CH    |
| ------------------- | ----- | ----- | ----- |
| Nummer-eins-Alben   | DE1DE | AT1AT | CH—CH |
| Top-10-Alben        | DE2DE | AT3AT | CH1CH |
| Alben in den Charts | DE5DE | AT4AT | CH4CH |

|                       | DE    | AT    | CH    |
| --------------------- | ----- | ----- | ----- |
| Nummer-eins-Singles   | DE—DE | AT—AT | CH—CH |
| Top-10-Singles        | DE4DE | AT3AT | CH2CH |
| Singles in den Charts | DE7DE | AT6AT | CH6CH |

|                          | DE    | AT    | CH    |
| ------------------------ | ----- | ----- | ----- |
| Nummer-eins-Videoalben   | DE—DE | AT—AT | CH—CH |
| Top-10-Videoalben        | DE—DE | AT1AT | CH—CH |
| Videoalben in den Charts | DE—DE | AT1AT | CH—CH |

### Auszeichnungen für Musikverkäufe
Anmerkung: Auszeichnungen in Ländern aus den Charttabellen bzw. Chartboxen sind in ebendiesen zu finden.
| Land/RegionAuszeichnungen für Musikverkäufe (Land/Region, Auszeichnungen, Verkäufe, Quellen) | Gold     | Platin  | Verkäufe | Quellen           |
| -------------------------------------------------------------------------------------------- | -------- | ------- | -------- | ----------------- |
| Deutschland (BVMI)                                                                           | Gold1    | Platin1 | 350.000  | musikindustrie.de |
| Österreich (IFPI)                                                                            | Gold1    | —       | 10.000   | ifpi.at           |
| Insgesamt                                                                                    | 2× Gold2 | Platin1 |          |                   |